# Vall de Núria
Das Pyrenäental Vall de Núria (‚Tal von Núria‘), im Norden Kataloniens, nahe der Grenze zu Frankreich gelegen, ist ein bedeutender Wallfahrtsort und ein beliebtes Ausflugsziel, das vielfältige Ski- und Wandermöglichkeiten bietet.

## Anlage
Auf einer Höhe von 1.967 Metern liegt das Santuari de la Mare de Déu de Núria („Wallfahrtskirche der Muttergottes von Núria“), ein Marienheiligtum. Außerdem gibt es in dem Tal die Einsiedlerkapelle Sant Gil (Sankt Ägidius), ein Hotel, ein kleines Wasserkraftwerk, einige Liftanlagen sowie einen Stausee, der im Winter das Wasser für die Beschneiungsanlagen liefert. Oberhalb des Stausees befindet sich die Jugendherberge Alberg Pic de l’Àliga.

## Anfahrt
Eine Zahnradbahn (die Cremallera de Núria) fährt in 40 min vom Talort Ribes de Freser (Anschluss von der Regionalbahn Barcelona–Latour-de-Carol) über Queralbs (Parkplatz) in das Hochtal.

## Sommerangebot
Angebote rund um das Sanktuarium: Spazierwege, Ruderbootverleih, Picknickplätze, Liegewiese, Kindervergnügungspark mit Riesenrutsche, Pferd- und Pony-Reiten. Das weitläufige und nahezu baumfreie Gebiet um das Sanktuarium bietet abseits des Trubels zahlreiche Wandermöglichkeiten, die durchwegs gut beschildert sind. Von den Kämmen und knapp 3000 m hohen Gipfeln hat man eine grandiose Sicht über die französischen und spanischen Ostpyrenäen. Einzelne Mountainbike-Touren sind ebenfalls ausgeschildert.

## Winterangebot
Das Skigebiet im Vall de Núria umfasst 4 Lifte (1 Gondelbahn, 1 Sesselbahn und 2 Tellerlifte), die insgesamt 10 Skipisten aller Schwierigkeitsgrade erschließen. Die Skiausrüstung kann vor Ort geliehen werden; zudem stehen Skilehrer zur Verfügung. Beim Sanktuarium befinden sich außerdem eine Rodelbahn, ein Rodelbereich für Kleinkinder sowie ein kostenpflichtiger „Schneepark“ für 3- bis 10-jährige Kinder. Schneeschuhe können ausgeliehen werden; zudem werden geführte Schneeschuhwanderungen angeboten.

## Zugänge
- Von Queralbs (Bahnhof der Cremallera de Núria, 1.236 m) über den historischen Camí Vell (‚Alter Weg‘): 3,5 Gehstunden
- Von Queralbs über die Brücke Pont de Daió (Parkplatz, 1.200 m) , die Berghütte Refugi de Coma de Vaca (1.995 m)[1] und den spektakulären Camí dels Enginyers[2]: 7 Gehstunden
- Von Err (Frankreich, 1.300 m, Halt des Petit Train Jaune) über den Camí de Núria (gelbe Markierung) und den Sattel Coll de Finestrelles (2.604 m)[3]: 7 Gehstunden

## Gipfelbesteigungen
- Sanktuarium (1.967 m) – Coll de Noucreus – Pic de Noucreus (2.799 m) – Coll de Noufonts – Sanktuarium: 4 Gehstunden
- Sanktuarium (1.967 m) – Coma d’Eina – Pic d’Eina (2.789 m) – Pic de Noufonts (2.861 m) – Coll de Noufonts – Sanktuarium: 5 Gehstunden
- Sanktuarium (1.967 m) – Coll de Finestrelles – Puigmal de Segre (2.843 m) – Collada d’Er – Puigmal d’Er (2913 m) – Sanktuarium: 5,5 Gehstunden
- Sanktuarium (1.967 m) – Puigmal d’Er (2.913 m): 3 Gehstunden
- Sanktuarium (1.967 m) – Torreneules (2.713 m): 2,5 Gehstunden

## Galerie

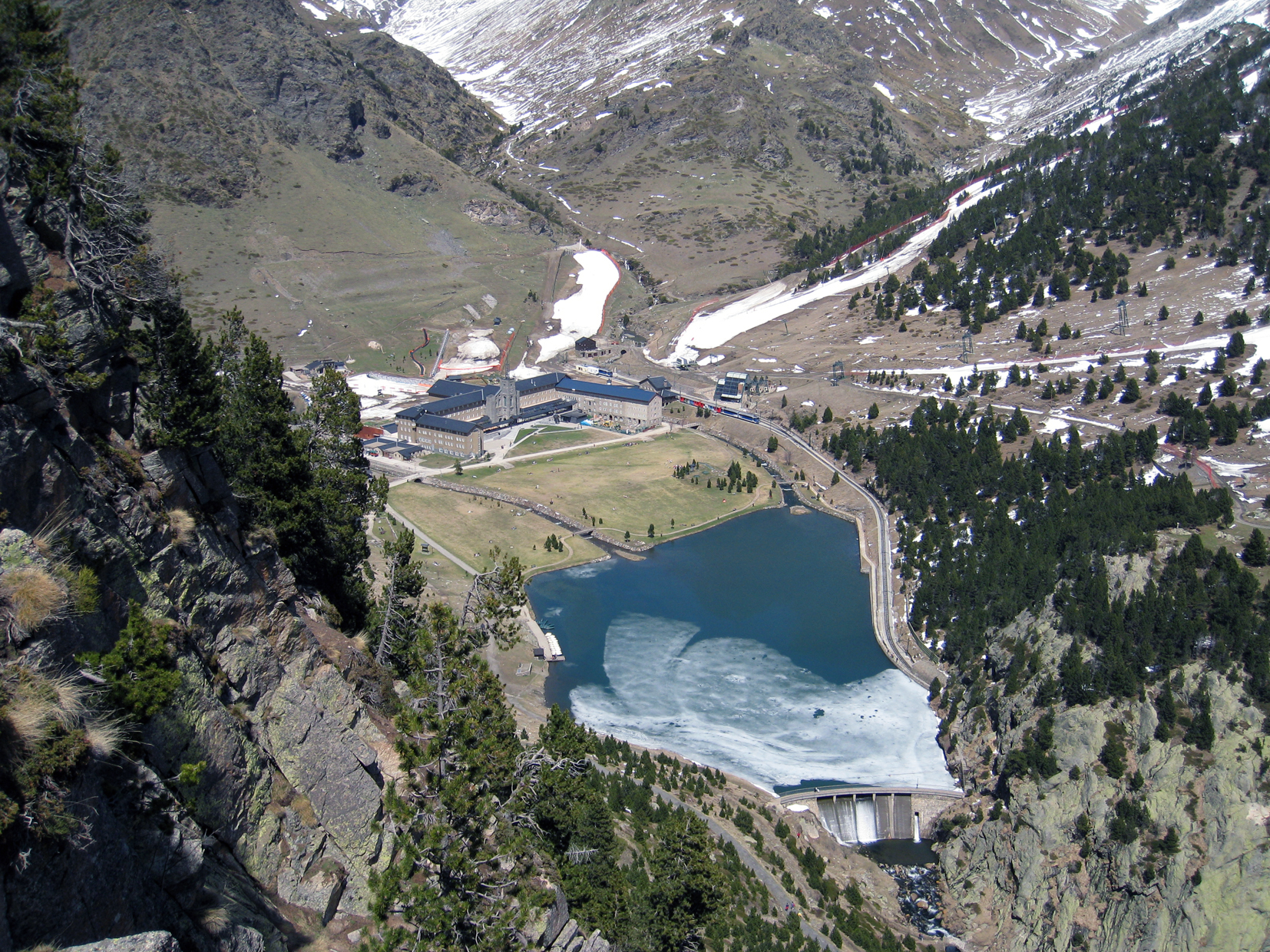
Das Vall de Núria mit Stausee und Sanktuarium
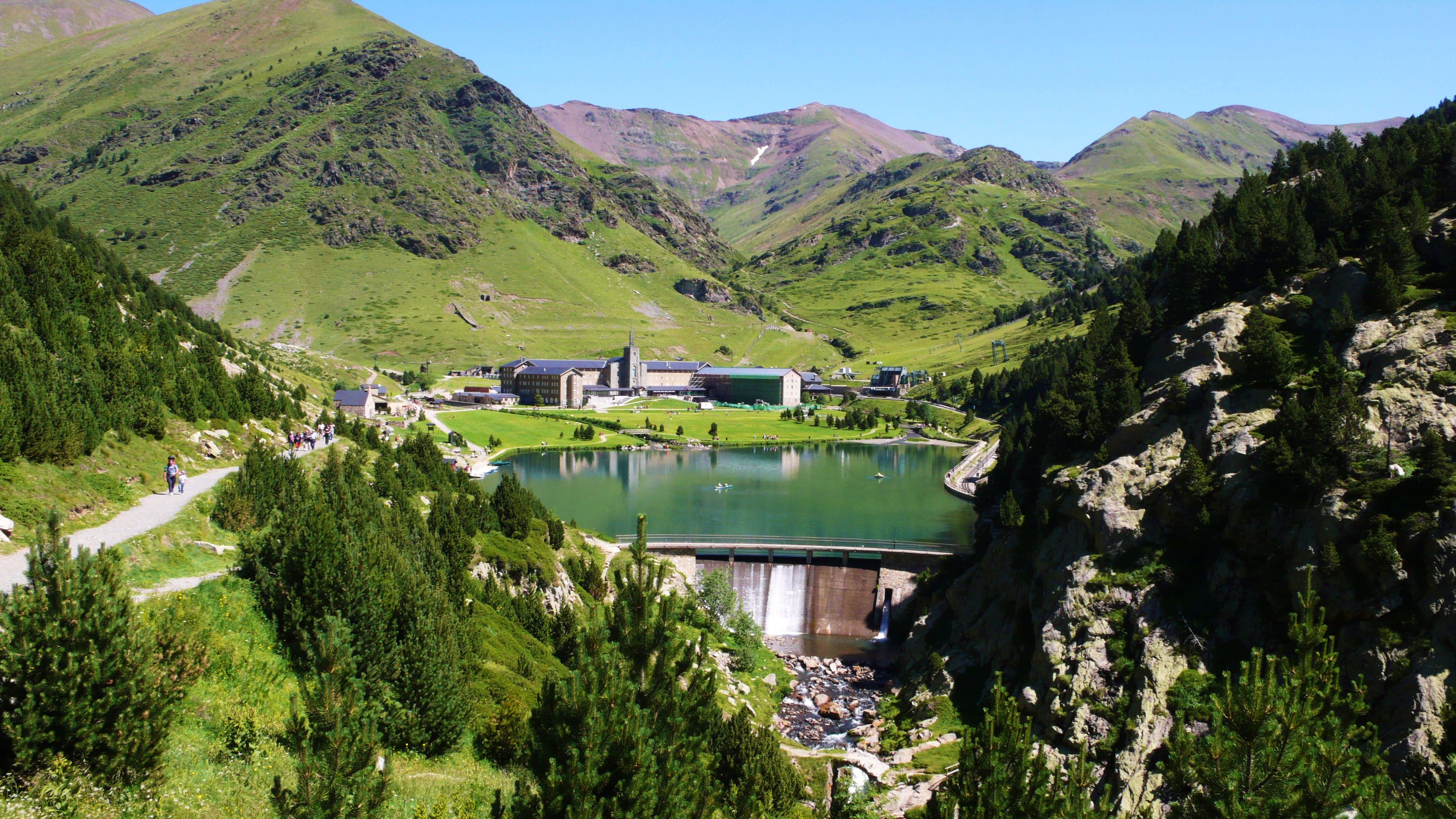
Das Vall de Núria im Sommer
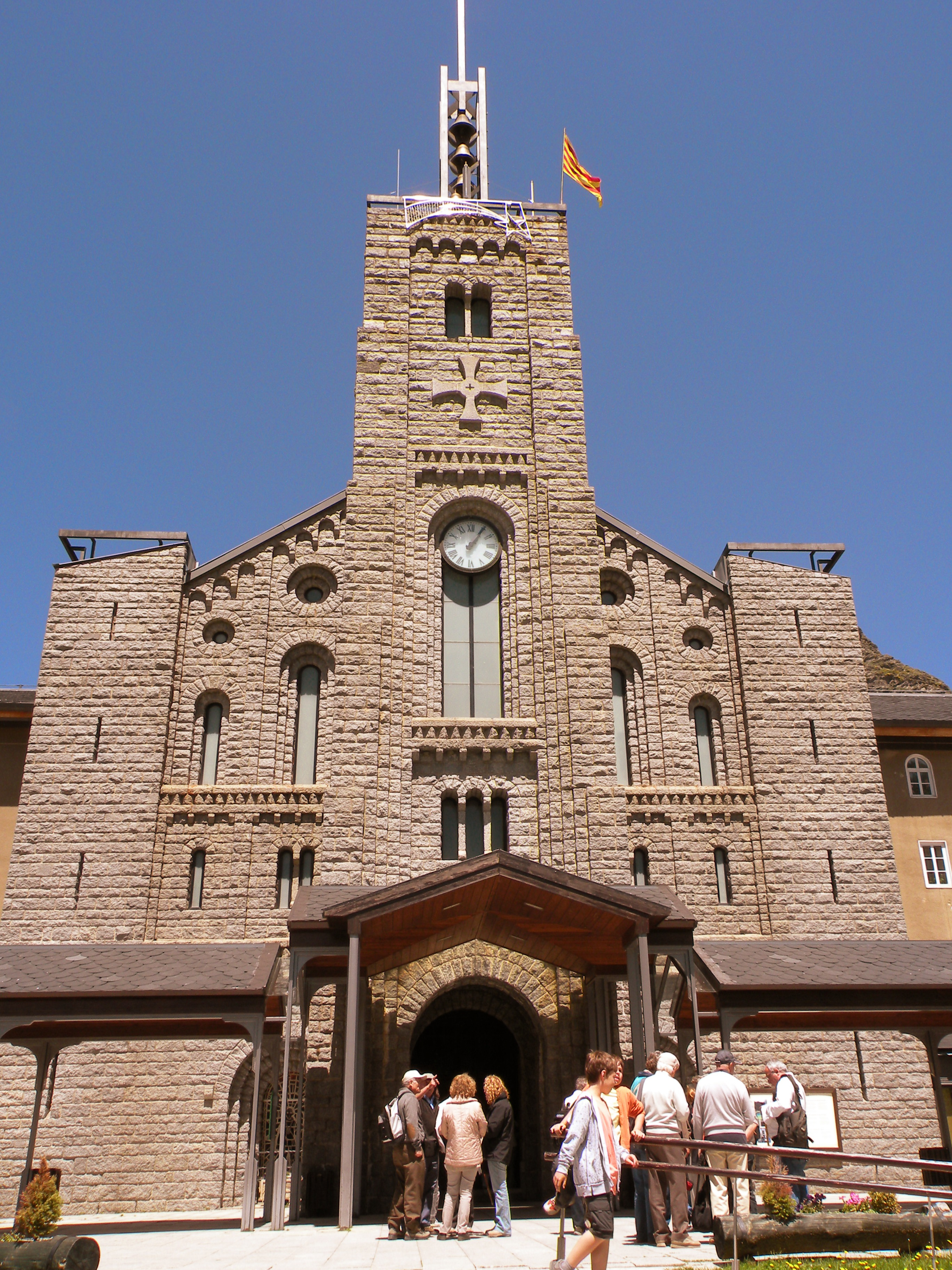
Das Sanktuarium im Vall de Núria
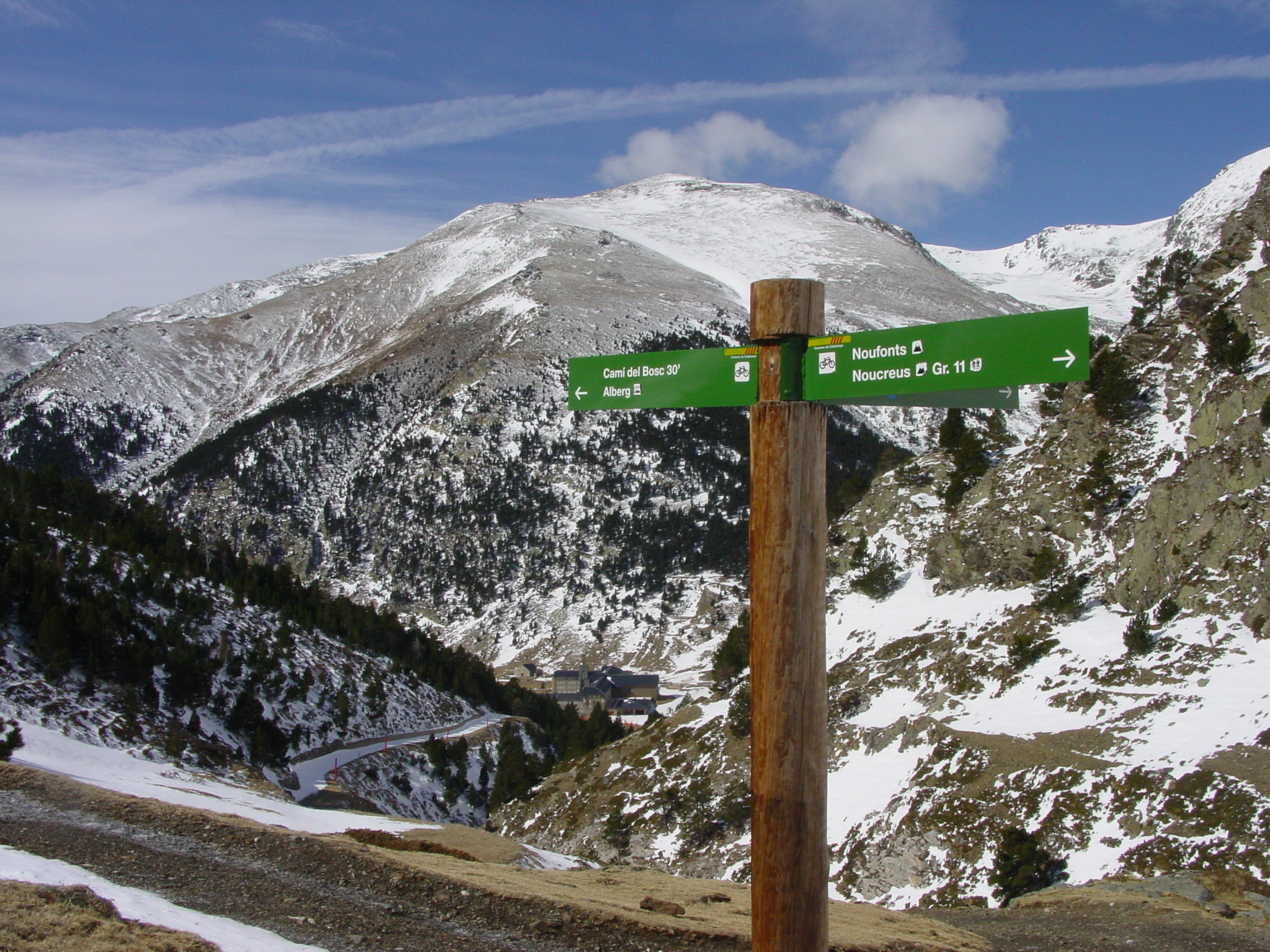
Blick vom Noucreus-Tal Richtung Sanktuarium und Puigmal (2.913 m)
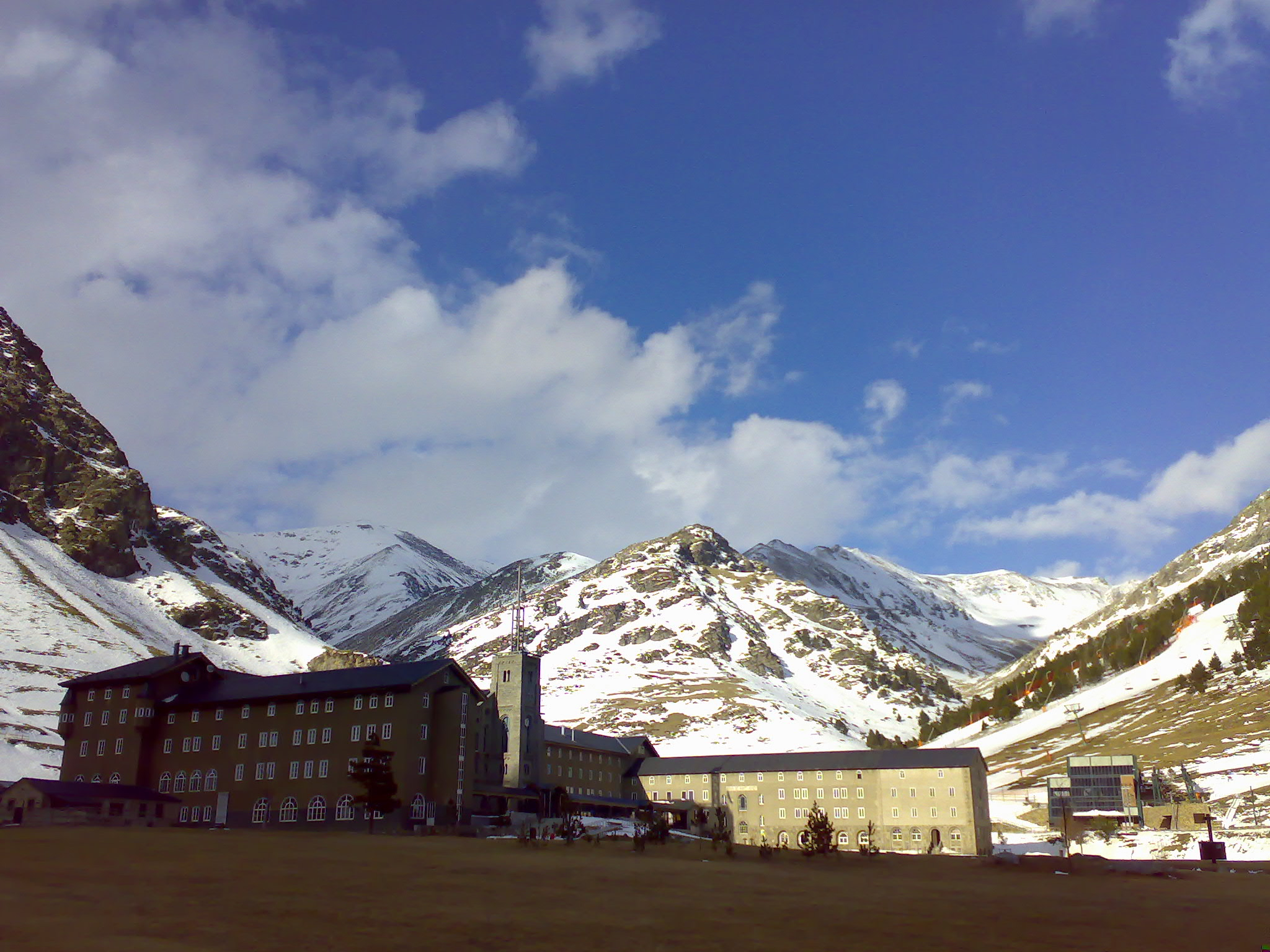
Der Hotelkomplex mit dem Sanktuarium in der Mitte